# 横山天音
横山 天音（よこやま あまね 1996年1月10日 - ）は、日本の女性お笑いタレント、YouTuber。新潟県加茂市出身。かつてはワタナベエンターテインメント所属だったが、2024年1月の時点ではフリーの模様。

## 来歴・人物
子供の頃から器械体操をやっており、その後舞台で活動することを目指し声楽を学ぶ。新潟県立燕中等教育学校時代はりゅーとぴあ演劇スタジオ劇団「APRICOT」で活動。在学していた大学は玉川大学芸術学部。大学生時代はデンマーク体操部に所属。
2018年4月、ワタナベコメディスクールバラエティタレントコースに28期生として入学。2019年4月、同スクール卒業後ワタナベエンターテインメント所属となる。
2019年11月20日放送『家事ヤロウ!!!』（テレビ朝日）にて地上波テレビ初出演。
その後YouTuberとしても活動、2023年8月時点で自身のYouTubeチャンネルの登録者数は27万人を超える。
2023年8月6日に京セラドーム大阪で開催の関西コレクション2023の公式アンバサダーに就任。
2024年6月から同年9月まで、女子体操サークル「Jts CheerZ」で活動。その後、このサークルのメンバーとして一緒だったレオタードゆりとのユニット「フラワーヘブン」で活動することがあり、同年にはこのユニットでM-1グランプリ、女芸人No.1決定戦 THE Wにも出場している。
NGT48の本間日陽は、小学生の頃に地元・新潟で一緒にバレエをやっていたという関係。

## 芸風
自らに付けたキャッチコピー的なものは「あふれ出すエネルギー!!」。
カーネーション、タイツ、カビ、スイカ、スーパーウーマン、てるてる坊主 など様々なキャラクターになり切って演じるネタが多く、ネタ中に歌を入れることも多い。

## 出演

### テレビ
- 家事ヤロウ!!!（テレビ朝日）- 2019年11月20日[10]、「2代目平野レミオーディション」企画に出演。出演4人中一番高い得点を出した[24]。
- シューイチ（日本テレビ）- 2020年8月16日「夏休み特別企画 ブレイク芸人GP2020」コーナー出演[23][25]。
- ワラリズム（フジテレビ）- 2020年11月2日（第3回）、「投稿ワラリズム」コーナー出演[26][27]
- 喜怒哀ラフ（MBSテレビ制作・TBSテレビ系列）- 2021年1月2日[28]
- クイズ!THE違和感（TBS）- 2021年1月11日、再現VTR出演[29]
- 未来人からの提言 ニッポン遅れてるヨ（CBCテレビ制作・TBSテレビ系列）- 2021年1月30日[18]、「お笑い第9世代」として出演[30]。
- ネタパレ（フジテレビ）- 2021年2月26日「ニュースターパレード」コーナー初出演[31]
- 世界一短いネタ番組 15ビョーーーン（テレビ東京）- 2021年6月6日[32]
- 知らなくて委員会（北海道放送（HBCテレビ））- 2022年7月27日[33]
- 潟ちゅーぶ（新潟総合テレビ）- 2023年9月3日・9月10日[11]・12月24日[34][35]

### ラジオ
- SAITAMA Z MAP (NACK5) - 2024年2月11日、ゲスト出演[36]
- 山本洋之・横山天音のマウンテンパワーラジオ（かわさきFM）- 2024年4月- 毎月第1水曜日[37][38]

### CM
- 玉越 - 2025年[39]